# Menhir von Buryas Bridge
Der Buryas Bridge Menhir liegt auf einem Feld, südwestlich des Weilers Buryas Bridge und südwestlich von Penzance in Cornwall in England.
Der etwa drei Meter lange Menhir liegt in der Nähe seines ursprünglichen Standortes, da ehemalige Packsteine deutlich um eine flache Fassung zu sehen sind. Der Stein wurde beschädigt. Eine Seite erscheint natürlich, die andere wurde mit Hämmern geschlagen und eine Reihe von Löchern gebohrt, um den Stein zu sprengen. Es gibt keinen Hinweis darauf, wie aktuell diese Aktivitäten sind.
Der Stein ist auf der OS First Edition-Karte von 1887 verzeichnet, ein zweiter Stein befand sich im angrenzenden Feld und ein dritter zwei Felder südlich. Zum Zeitpunkt der Second Edition-Karte im Jahr 1909 war nur noch dieser Stein erhalten. Er wurde später in den Revisionen von 1936 und 1938 sowie in der Serie 1: 10000 vermerkt, jedoch nicht auf modernen Karten.